# Узроци Француске револуције
Узроци Француске револуције су бројни, од културних, преко социјалних, економских, до политичких. До 1789. године Француска је живела у систему који је био познат као „Стари поредак“ (l Ancien Regime). Разликовала су се три сталежа: свештенство, племство и трећи сталеж. Друштво је било аристократско; његове темеље сачињавале су повластице по рођењу и земљишно богатство. Половином 18. века долази до напретка позитивних знања и тријумфалног полета филозофије. Истовремено долази до напретка капитализма. Народне слојеве притискали су сви терети старог поретка и остаци феудалног система. Пораст становништва у Француској у 18. веку нарочито је приметан након 1740. године. Уочи револуције Француза је било око 25 милиона. Наталитет је био висок. То доводи до наглог повећања цена хране. Цене нагло расту у периоду од 1758. до 1770. године и касније, уочи револуције. Цена пшеници је нпр. порасла за 66%, а цена меса 67%. 

## Стари поредак
Апсолутна монархија учвршћује се од владавине Анрија IV и развија током владавине Луја XIV. Државни сталежи последњи пут се састају 1614. године, застарели су и сметају апсолутизму. Покрајински сталежи, парламенти и скупштине свештенства и даље се одржавају, али под краљевском контролом. Монархија има божанска права. Бусе је вероватно последњи теоретичар католичке монархије. Краљ носи титулу „по милости Божјој, краљ Француске и Наваре“. Крунисање му даје божанско обележје; обично је обављано у Ремсу где краљ даје заклетву цркви и свом народу. Поданици не могу да контролишу власт која потиче од самог Бога. Краљ мора поштовати основне законе краљевства. Он није тиранин, већ предводник општих интереса. Извор је све правде, свег законодавства, управне власти, извор рата и мира. 

## Социјална неједнакост
Племство је 1789. године постојало само као сталеж. Изгубило је атрибуте јавне моћи које је имало у средњем веку. Капетовска монархија је, уз велике напоре, преузела вршење регалних права – убирање пореза, окупљање војске, ковање новца и судство. После Фронде (1748-1752) племство је упропашћено и уништено. Племићи су, међутим, задржали прво место у хијерархији до 1789. године. Племство преставља, иза свештенства, други сталеж у држави. Стваран број племића 1789. године износио је око 350.000 или 1,5% становништва. Племићи су имали посебне повластице: дозволу за ношење мача, резервисану клупу у цркви, главосек у случају осуде на смрт, ослобођење од таилеа (негде убиран као порез на доходак, а негде као порез на имовину), давање конака ратницима, право на лов, искључиво право на добијање виших чинова, црквених звања и високих положаја у магистратури. Дворско племство (око 4000 племића) посебна је категорија племства. Добија годишњу плату. Племство се могло поделити у више група: високо, покрајинско, судско и чиновничко, феудално. Свештенство је чинило око 120.000 људи, и проглашавано је за „први сталеж“. Економска моћ свештенства почивала је на убирању десетине и на земљишном поседу. Десетина је део приноса са земље или од стада коју су морали давати власници цркви (утврђено договорима из 779. и 794. године; владавина Карла Великог). Укупан приход од десетина на нивоу једне године процењује се на око 100 до 120 милиона ливри. Клер је једини представљао прави сталеж. Сваке пете године састајала се скупштина клера која се бавила верским пословима и интересима сталежа. Изгласавала је тзв. „бесплатни дар“ који је представљао једини порез клера (3.500.000 ливри, незнатно у односу на приходе). Клер је водио матичне књиге. Ни свештенство није било јединствено. Ниже свештенство живело је јако тешко и пре се може сврстати у трећи сталеж. 
Термин „Трећи сталеж“ настао је у 15. веку. Трећи сталеж је представљао огромну већину народа, око 24 милиона становника, односно преко 97% становништва. Сијес у својој брошури уочава значај овог сталежа наводећи да је он „све“, односно целокупна нација. Трећи сталеж је обухватао широке слојеве села и градова. У њега је спадала ситна и средња буржоазија (углавном занатлије и трговци), и чланови слободних занимања (чиновници, неплемићи, адвокати, бележници, професори, лекари), и висока буржоазија (банкари, бродовласници, крупни трговци). Висока буржоазија је по богатству била изнад племства. Она је била и најутицајнија класа трећег сталежа. Из револуције је извукла корист. У односу на трећи сталеж је, наравно, представљала мањину. Народне или градске слојеве представљала је маса која је радила властитим рукама и која је производила. Доминирала је занатска производња. 

## Аграрна земља
Француска је крајем „старог поретка“ била пољопривредна земља. Од 25 милиона становника 16% је живело у градовима. Дакле, пољопривредника је било око 20 милиона. Француско сељаштво поседовало је земљу чиме се разликовало од кметова источне Европе. Сељачка својина разликовала се од места, и кретала се између 20% и 70%. Постојали су кметови и слободни сељаци. Кметова је било око милион. Притискала их је „мртва рука“. Деца нису могла наследити родитељска добра, сем ако не плате властелину дажбине. Бројни сеоски пролетаријат био је слободан (тежаци). Постојали су ситни сељаци који нису могли живети само од свог рада те су тражили додатне послове као најамни радници или у сеоској индустрији. Ратари су били имућнији сељаци или чак богати поседници. Имали су довољно земље да живе независно. Наравно, чинили су малобројну групу, али су били прваци сељачког слоја. 

## Економска криза
Зависне занатлије биле су између народних слојева и ситне буржоазије. Занатлија је радио код своје куће, изван надзора трговца, имао је свој алат, понекад је унајмљивао и калфе тако да се осећао као мали газда. Калфе и шегрти били су удружени у цехове. Они су економски и идеолошки зависили од својих газда. Животни услови градских народних слојева погоршали су се у 18. веку. Долази до повећања становништва у градовима што повећава и цене и доводи до несразмере у односу надница и трошкова живота. Радни дан трајао је од зоре до мрака. У Версају је у већини радионица радни дан лети трајао од четири сата ујутро до осам сати увече. У Паризу се радило по шеснаест сати. Рад, истина, је био лакши него у данашње време. Било је и много празника када се није радило. Главни проблем широких слојева био је у надници и њеној куповној моћи. Неравномеран скок цена различито је погодио становништво, у зависности од имовинског стања. Наднице су такође биле различите, у зависности од града и посла. Просечно је радник добијао 20 до 25 суа (текстилна индустрија). Главни захтев народа био је хлеб. Узрок немира 1788. и 1789. године је економска криза. Кризе су углавном биле пољопривредне; избијале су након осредње или неродне године. Ситни произвођачи и непроизвођачи тада су морали куповати жито. Неки слојеви су то користили, нпр. власник плаћен у натури, убирач десетине, властелин, трговац. Сам Некер оптужен је да сарађује са млинарима против народа. 
Некер је 1781. године дао оставку на положај генералног директора финансија. Криза се од тада убрзава. Некера су наследили Жоли де Флер и Анри Лефевр Ормесон који нису ни изблиза толико способни. Дефицит је био највећи проблем. Врло је повећан током Америчког рата за независност те је износио 126 милиона ливри или 20% трошкова земље. Огроман новац одлазио је на расипне министре и двор. Француски трошкови за учешће у Америчком ослободилачком рату процењују се на око 2 милијарде ливри. Некер их је покрио зајмом. Дуг је до 1789. године досегао 5 милијарди док је у читавој Француској укупно кованог новца било за око 2 милијарде. Дуг се током владавине Луја XVI (1774-1792) утростручио. Држави је претио банкрот због чега су дати предлози за одређене реформе попут увођења монопола дувана, поштанских такси, укидање двадесетине коју би заменио порез на доходак (плаћају га земљопоседници), продаја краљевских добара у року од 25 година, смањење таилеа и соларине. Повлашћени прваци бранили су своје повластице. Под притиском околине, Луј је отпустио министра Калона који је предложио реформе. Нови министар узео је нов зајам чиме је избегнут банкрот. Преузео је планове свога претходника. 

## Филозофија буржоазије
Дела уперена против „старог режима“ настају од половине 18. века. Монтескје је 1748. године објавио „Дух закона“ што је једно од првих таквих дела. У првој половини века развијају се две снажне мисаоне струје: прва, инспирисана феудалним системом, представљена је Монтескијем и његовим „Духом закона“ и друга која је непријатељски настројена према цркви, али политички конзервативна. Према овим филозофима, физиократама, држава је створена да гарантује право својине. Закони природе су независни од монарха коме се намећу. Најзначајнији представник физиократа је Волтер који је објавио „Огледе о обичајима и духу народа“ 1758. године. Једнакост је према физиократама најприроднија ствар. Волтер је хтео снизити достојанственике, али нипошто није планирао дизање револуције. Русо је био радикалнији. Он критикује тадашњу цивилизацију и залаже се за разбаштињење. Напада друштвену својину. За разлику од Волтера, он даје власт народу, а не високој буржоазији. Мисаоне струје друге половине 18. века штитила је, између осталих, и мадам Помпадур, љубавница Луја XV. Седамдесетих година нестају велики филозофи. Волтер и Русо умиру 1778. године. Њихов рад настављају мањи писци. Велико дело „Енциклопедија“ довршено је 1772. године. Масонске ложе помажу ширење идеја. Масонерија се у Француску од 1715. године шири из Енглеске. Стара власт реагује. Од 1775. до 1789. године париски парламент забрањује 65 списа. 
Слободу су захтевале обе мисаоне струје, од личне до економске слободе. Питање једнакости било је спорније. Већина филозофа захтевала је само грађанску једнакост, односно једнакост пред законом. Русо захтева и политичку једнакост. Поставила су се два проблема: политички и економски. Политички проблем је проблем поделе власти. Економски проблем је проблем намета који падају на народне слојеве. 

## Побуне аристократа
Избијају немири, највише због судске реформе. Она је аристократију лишавала политичких повластица. Отпор није дошао из Париза већ из покрајина. Побуне избијају у Тулузу и Дижону, а најзначајнија је побуна у Дофинеји позната као „борба са цреповима“. Ова покрајина је позната по индустријској делатности. Маса заузима градска врата и баца црепове на краљеве патроле. У околини Гренобла одржава је скупштина (у дворцу Визилеу) која подсећа на државне сталеже. Присуствовали су представници сва три сталежа с тим што је посланика трећег сталежа било 276, а посланика остала два сталежа укупно 215. Визилска скупштина представља прави узор за скупштине других покрајина. Локалне скупштине захтевале су сазивање државних сталежа.
Под притиском трећег сталежа, Бријен (Калонов наследник) је капитулирао, заказао састављање државних сталежа (за 1. мај следеће године) и поднео оставку. Краљ је вратио Некера на његово место, место генералног директора финансија и државног министра. Државни сталежи биће сазвани у истом облику као и 1614. године. Сваки сталеж ће располагати са по једним гласом.